# هارالد مورس

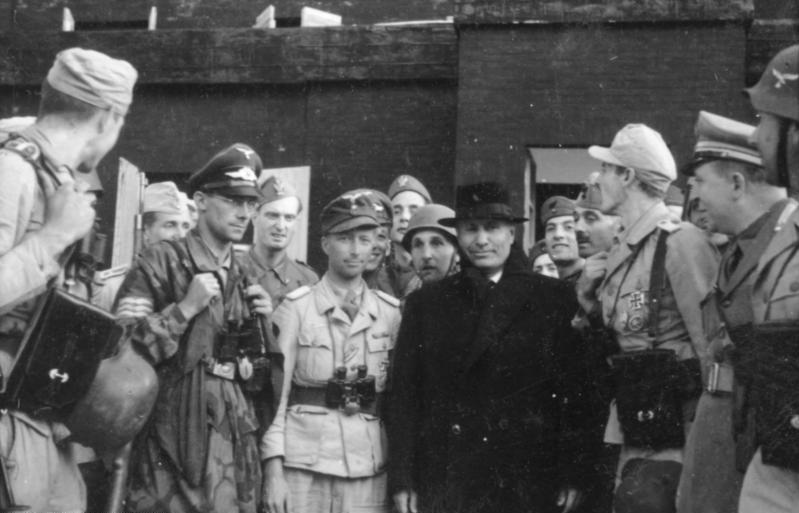
هارالد أوتو مورس، على يمين موسوليني. كامبو إمبيراتوري، 12 سبتمبر 1943

الرائد هارالد أوتو مورس (1910 - 11 فبراير 2001) قائداً للكتيبة من فولشيرميرجير الذي خطط وقاد غارة غران ساسو لإنقاذ بينيتو موسوليني عقب اعتقاله في سبتمبر 1943. حصل على الصليب الألماني بالذهب في 26 سبتمبر 1943.
لعب مورز دورًا رئيسيًا في التخطيط للغارة، وشارك كقائد للقوة الثانوية التي أمنت محطة التلفريك السفلية عند سفح جبل غران ساسو بينما كانت الغارة المحمولة جواً على قمة الجبل، حيث احتجز موسوليني.